# Panzerartilleriebataillon 115
Das PzArtBtl 115 wurde ab Herbst 1958 in Weiden in der Oberpfalz aufgestellt.

## Geschichte

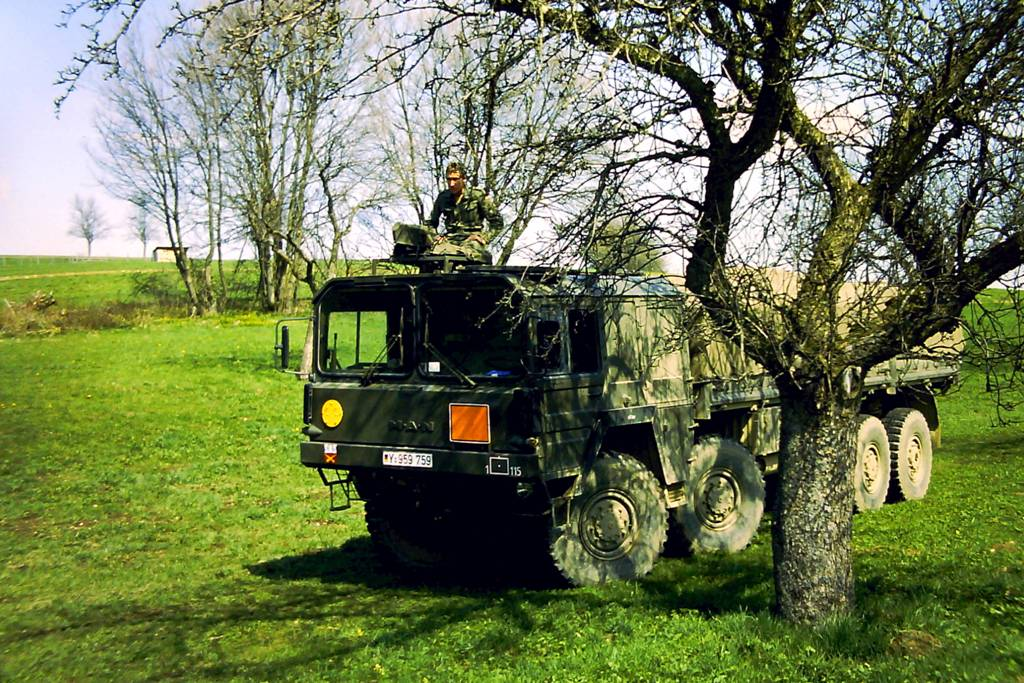
MAN 10 to gl des Bataillons (1982)

Die Aufstellung erfolgte zunächst als Feldartilleriebataillon 115 aus Abstellungen der ArtBtl I, Weiden in der Oberpfalz, und ArtBtl III, Landshut, des FAR 4. Bereits im Juni 1959 fand beim Scharfschießen auf dem Truppenübungsplatz Grafenwöhr die erste Besichtigung der 2. und 3. Batterie statt.
Im Juli 1959 verlegte das Bataillon nach Roding bei gleichzeitiger Unterstellung unter die Panzergrenadierbrigade 11, Bogen. Im Februar 1961 nahm es am NATO-Manöver Winter Shield II teil.
Zum 1. April 1963 erfolgte die Verlegung nach Neunburg vorm Wald, weil in Roding das Versorgungsbataillon 116 aufzustellen war. Die in Neunburg für ca. 50 Mio. DM errichtete Kaserne war zu dem Zeitpunkt noch eine Großbaustelle. In den Jahren 1964 bis 1966 nahm der Verband u. a. an der Divisionsgefechtsübung Hohenfels und der Korpsübung Duett, im September 1968 an der Heeresübung Schwarzer Löwe teil.
Am 29. April 1965 wurde die Truppenfahne dem Bataillon übergeben. Am 1. Oktober 1971 erfolgt die Umbenennung in PzArtBtl 115. 1972: Die XX. Olympischen Spiele wurden mit Personal und Material unterstützt. Im Herbst 1974 wurde zur Erprobung eines künftigen Heeresmodells der Truppenversuch Rote Dominante durchgeführt. 
Am 27. November 1974 besuchte der Inspekteur des Heeres, Generalleutnant Hildebrand, und am 15. Juli 1975 General Alexander Haig, Oberbefehlshaber der NATO-Streitkräfte in Europa (SACEUR), den Standort. Im September 1975 nahm das Bataillon an der Heeresübung Große Rochade teil.
Am 17. Oktober 1984 starb beim Schießunfall einer M109G der 2. Batterie auf dem Truppenübungsplatz Grafenwöhr der Geschützführer, Fahnenjunker Peter Schmidt, Bodenwöhr, an seinen Verletzungen. Der Zugführer überlebte schwer verletzt. Ursache war nicht, wie zunächst von Fachleuten des Bundeswehrbeschaffungsamt (BWB) behauptet, eine Fehlbedienung durch die Besatzung, sondern – wie der Führer des Instandsetzungszuges, Hfw Reinhard Reck, später nachweisen konnte – ein technischer Fehler oder Verschleiß im Abfeuerungsschieber. Damit waren auch ähnliche Schießunglücke mit der M109G in vorangegangenen Jahren erklärt und die Rolle des Liderungsrings als überbewertet erkannt worden.
Am 13. November 1987 kam der Militärbischof Elmar Maria Kredel zu einem Besuch.
Vom 6. bis 23. November 1989 wurden zahlreiche Bürger aus der DDR in der Mehrzweckhalle untergebracht und betreut. Am 18. Februar 1991 begannen Offiziere und Unteroffiziere der ehemaligen NVA ein vierwöchiges Praktikum im Bataillon. Vom 12. Juni bis 4. Juli 1992 übte das Bataillon in Kanada auf dem Truppenübungsplatz CFB Shilo.
1997 und den folgenden Jahren waren Abstellungen und Einsätze im ehemaligen Jugoslawien die Regel.
Als die Auflösung des Bataillons terminiert war, wurde die Verabschiedung aus der Öffentlichkeit mit dreitägigen Festlichkeiten begangen:
- 1. Dezember 2006: Zeremonie in der Burg
- 2. Dezember 2006: Letzter Schuss der PzH 2000 in Grafenwöhr
- 3. Dezember 2006: Barbarafeier in der Hammerseehalle Bodenwöhr

Die Auflösung erfolgte zum 30. Juni 2007.

## Kommandeure
| Bataillonskommandeure Feldartilleriebataillon 115   | Bataillonskommandeure Feldartilleriebataillon 115                                                                                              | Bataillonskommandeure Feldartilleriebataillon 115 | Bataillonskommandeure Feldartilleriebataillon 115 | Bataillonskommandeure Feldartilleriebataillon 115 |
| Nr.                                                 | Name | Kommandeur von                                    | Kommandeur bis                                    |                                                   |
| --------------------------------------------------- | --- | ------------------------------------------------- | ------------------------------------------------- | ------------------------------------------------- |
| 1                                                   | Major Boehnke | 16. Februar 1959                                  | 31. Juli 1960                                     |                                                   |
|                                                     | Durch die Versetzung von Major Boehnke zur Artillerieschule, wurde das Bataillon durch den Batteriechef der 1. Batterie, Major Pannen geführt. | 1. August 1960                                    | 31. Oktober 1960                                  |                                                   |
| 2                                                   | Oberstleutnant Zach | 1. November 1960                                  | 30. Juni 1963                                     |                                                   |
| 3                                                   | Oberstleutnant Heiligers | 1. Juli 1963                                      | 31. März 1967                                     |                                                   |
| 4                                                   | Oberstleutnant Wittig | 1. April 1967                                     | 6. Januar 1970                                    |                                                   |
| 5                                                   | Oberstleutnant Bökler | 7. Januar 1970                                    | 30. September 1971                                |                                                   |
| Bataillonskommandeure Panzerartilleriebataillon 115 | |                                                   |                                                   |                                                   |
|                                                     | Oberstleutnant Bökler | 1. Oktober 1971                                   | 31. März 1974                                     |                                                   |
| 6                                                   | Oberstleutnant Steer | 1. April 1974                                     | 31. März 1976                                     |                                                   |
| 7                                                   | Oberstleutnant Bolsinger | 1. April 1976                                     | 30. September 1983                                |                                                   |
| 8                                                   | Oberstleutnant Quaden | 1. Oktober 1983                                   | 20. März 1986                                     |                                                   |
| 9                                                   | Oberstleutnant Münzner | 21. März 1986                                     | 29. März 1988                                     |                                                   |
| 10                                                  | Oberstleutnant Glenk | 30. März 1988                                     | 21. November 1991                                 |                                                   |
| 11                                                  | Oberstleutnant Elias | 22. November 1991                                 | 23. September 1993                                |                                                   |
| 12                                                  | Oberstleutnant Hubertus von Rohr | 24. September 1993                                | 24. September 1996                                |                                                   |
| 13                                                  | Oberstleutnant Lütje | 25. September 1996                                | 29. September 1998                                |                                                   |
| 14                                                  | Oberstleutnant Neuse | 30. September 1998                                | 12. September 2001                                |                                                   |
| 15                                                  | Oberstleutnant Wildberger | 13. September 2001                                | 20. September 2003                                |                                                   |
| 16                                                  | Oberstleutnant Freiberger | 21. September 2003                                | 18. Juli 2005                                     |                                                   |
| 17                                                  | Oberstleutnant Wilkens | 19. Juli 2005                                     | 29. Juni 2007                                     |                                                   |

Möglicherweise beziehen sich manche der o.a. Daten auf die feierliche Kommandoübergabe, aber nicht auf den Verantwortungswechsel gemäß Versetzungsverfügung.

## Gliederung und Ausstattung

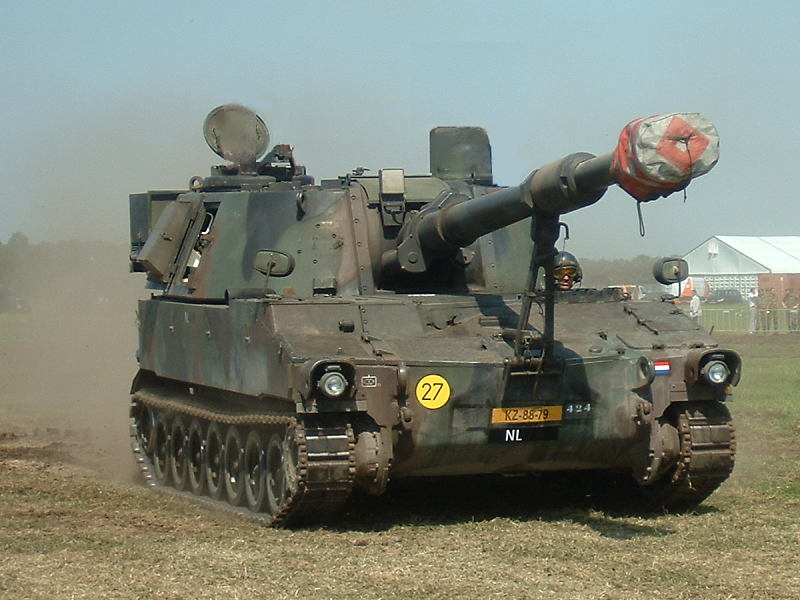
Die Panzerhaubitze M109 (hier der niederländischen Streitkräfte) wurde lange in den Panzerartilleriebataillonen der Bundeswehr eingesetzt

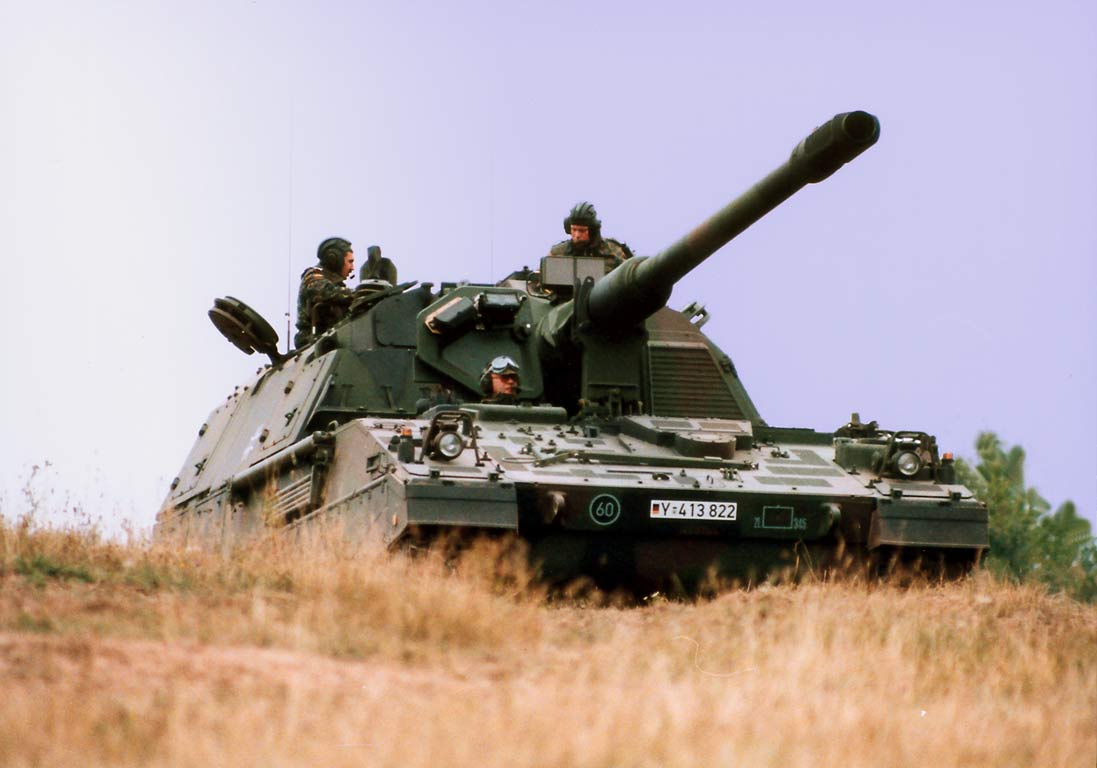
Nachfolger der Panzerhaubitze M109 ist die Panzerhaubitze 2000

Zunächst bestanden die 1./- als Stabs- und Versorgungsbatterie, 2./- und 3./- als schießende Batterien mit je 6 Feldhaubitzen (FH) 105 mm. Die Umrüstung auf die leistungsgesteigerte FH 105 (L) erfolgte 1962. Am 1. April 1970 wurde die 4. Batterie aus der aufgelösten AusbKp 12/4 aufgestellt.
März 1972: Umrüstung auf die Panzerhaubitze M 109 G. April 1977: Zulauf der neuen Lkw MAN 10 t mil gl LK.
Umgliederung 1980: Die 4. Batterie wurde gekadert, eine 5. als Ausbildungsbatterie aufgestellt. 1981 wurden die Feldkanonen 20 mm und der M113 ABRA übernommen. Im Februar 1983 erfolgt die Übernahme der M113 Beobachtungspanzer mit Optronik. Im Juni und Juli 1988 trafen die leistungsgesteigerten Panzerhaubitzen M109A3GA1 ein. Mit dem Artillerie-, Daten-, Lage- und Einsatz-Rechnerverbund (ADLER) wurde das Bataillon im Jahr 1997 ausgestattet. Ab August 1999 erfolgte die Umrüstung auf die Panzerhaubitze 2000 und die neuen Munitionstransportfahrzeuge.